# Исрафилов, Вели Рашадат оглы
Вели Рашадат оглы Исрафилов (азерб. Vəli Rəşadət oğlu İsrafilov; род. 18 октября 2002, Тюмень) — азербайджанский пловец-паралимпиец категории SB12 (с нарушением зрения), победитель летних Паралимпийских игр 2020 в Токио (среди пловцов категории SB12), бронзовый призёр летних Паралимпийских игр 2024 в Париже (среди пловцов категории SB13), двукратный чемпион мира (2022, 2023), бронзовый призёр чемпионата мира по паралимпийскому плаванию 2019 в Лондоне, двукратный чемпион Европы (2020, 2024).

## Биография
Вели Рашадат оглы Исрафилов родился 18 октября 2002 года в Тюменской области Российской Федерации. В 2006 году он вместе с семьёй вернулся в родное село Кёхна Алвади Масаллинского района Азербайджанской Республики. В 2008 году Вели Исрафилов пошёл в первый класс школы-лицея «Дафина» города Масаллы, а затем продолжил обучение в средней школе села Бёюк Ходжавар имени Б. Мамедова. В 2019 году Исрафилов окончил 11 класс средней школы села Бёюк Ходжафар и поступил на факультет электротехники и энергетики Азербайджанского государственного университета нефти и промышленности.
Вели Исрафилов занимается плаванием с 2008 года. Является воспитанником Федерации плавания Азербайджана и Детского паралимпийского комитета Азербайджана. С 10 лет неоднократно удостаивался звания победителя чемпионатов Баку и завоевал симпатии тренеров национальной сборной. В 12 лет Исрафилов выиграл чемпионат Азербайджана, получил звание «Кандидата в мастера спорта» и попал в сборную команду страны по плаванию. Выступал на международных соревнованиях и был призёром соревнований в Сербии, Словакии, Венгрии, Турции и других странах.
Вели Исрафилов был самым молодым спортсменом, получившим в 2016 году лицензию на IV Игры исламской солидарности и участвовавшим в соревнованиях. Он вышел в полуфинал этих соревнований и в итоге занял 11-е место.
В 2017 году в 15 лет Вели Исрафилов получил звание «Мастера спорта». Наряду с национальной олимпийской сборной молодой Исрафилов вошёл в национальную паралимпийскую сборную. В 2019 году Исрафилов занял третье место на чемпионате мира по паралимпийскому плаванию в Лондоне и получил лицензию на Паралимпийские игры в Токио.
В мае 2021 года Исрафилов с результатом 1:04.80 секунд стал чемпионом Европы по паралимпийскому плаванию в Португалии в плавании брассом на дистанцию 100 м.
В сентябре 2021 года на Паралимпийских играх 2020 в Токио Исрафилов в финале на стометровке брассом приплыл к финишу первым за 1:04.86 секунд, а также улучшил паралимпийский рекорд. После первых 50 метров Исрафилов шёл четвертым, но затем прибавил и смог приплыть первым, опередив на 0.14 секунд Алексея Федину из Украины.
Распоряжением президента Азербайджанской Республики Ильхама Алиева от 6 сентября 2021 года Вели Исрафилов за высокие достижения на XVI летних Паралимпийских играх в Токио и заслуги в развитии азербайджанского спорта был награждён орденом «За службу Отечеству I степени».
В апреле 2022 года Исрфаилов был удостоен звания Заслуженного мастера спорта Азербайджана. В июне этого же года на чемпионате мира в португальской Мадейре взял золото на дистанции 100 метров брассом.
В августе 2023 года в Манчестере Исрафилов вновь выиграл золото на чемпионате мира в плавании на 100 метров брассом. На этом чемпионате азербайджанскому пловцу удалось завоевать лицензию на Паралимпийские игры 2024 года в плавании на 100 метров брассом. Однако позже Исрафилов сменил категорию инвалидности с SB12, в которой завоевал лицензию, на SB13.
В апреле 2024 года Исрафилов второй раз стал чемпионом Европы по паралимпийскому плаванию в Португалии в плавании брассом на дистанцию 100 м.
В июне 2024 года получил право на участие в летних Паралимпийских играх 2024 в новой для себя категории SB13. 5 сентября 2024 года на второй своей Паралимпиаде он, как и другие спортсмены категории SB12, выступал вместе со спортсменами категории SB13. В квалификации плавания на 100 метров брассом категории SB13 Исрафилов, шедший как спортсмен категории SB12, с результатом 1:05.08 минут занял второе место в своей подгруппе и вышел в финал с третьим результатом. В финале Исрафилов проплыл дистанцию за 1:05.35 минут и занял третье место. Первое место досталось спортсмену из Германии Талисо Энгелю (категории SB13), а в второе — казахстанскому пловцу Нурдаулету Жумагали (категории SB12).
Распоряжением президента Азербайджанской Республики Ильхама Алиева от 10 сентября 2024 года Вели Исрафилов за высокие достижения на XVII летних Паралимпийских играх в городе Париж Франции и заслуги в развитии азербайджанского спорта был награждён «Почётным дипломом президента Азербайджанской Республики». Указом президента, датированным тем же днем, ему также была присуждена денежная премия в размере 50 000 манатов за третье место на Паралимпийских играх.